# Alhassan Kamara

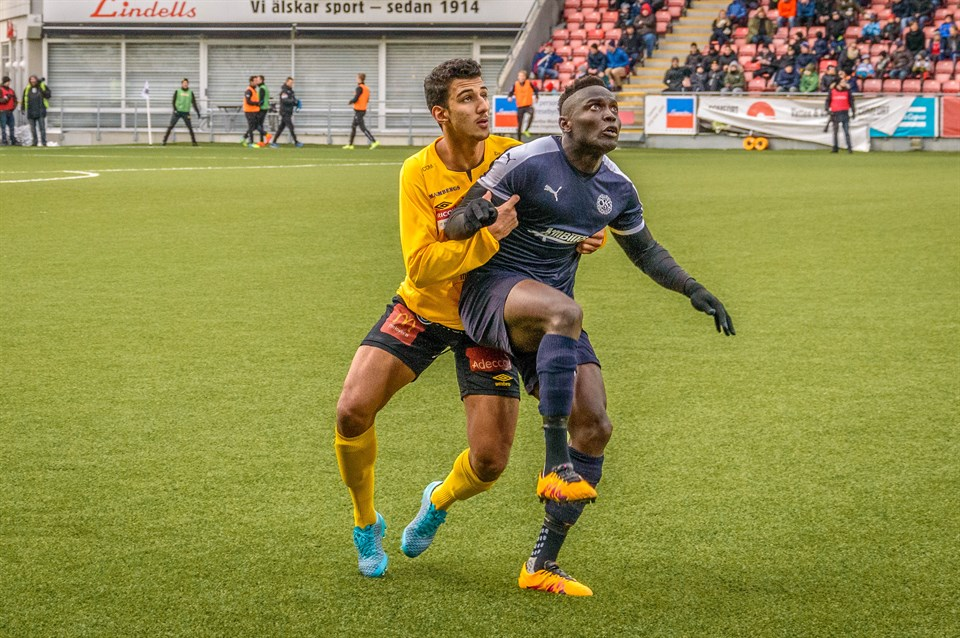
Alhassan "Crespo" Kamara (till höger) i en match med Örebro SK, 2016.

Alhassan A. Haestad Kamara, ursprungligen Alhassan A. Kamara, ofta kallad "Crespo" Kamara, född 13 januari 1993 i Freetown, är en sierraleonsk-svensk fotbollsspelare (anfallare) som spelar för Gislaveds IS.

## Karriär
Kamaras moderklubb är Freetown-klubben FC Kallon. Det är samma moderklubb som AIK-profilerna Teteh Bangura och Mohamed Bangura och även Norrköping-spelaren Alhaji Kamara startade sina karriärer i.
I juli 2011 lånades Kamara ut till division 1-klubben Bodens BK där han gjorde fem mål på 10 matcher under sina månader i klubben. Han skrev i oktober 2011 ett kontrakt med AIK som skulle sträcka sig fram till 2015. Han gjorde sin debut mot Mjällby AIF i den Allsvenska premiären 1 april 2012.
I juli 2016 värvades Kamara från Örebro SK av BK Häcken. I mars 2020 värvades Kamara av Halmstads BK. Han gjorde två mål på 14 inhopp under säsongen 2020, då Halmstads BK blev uppflyttade till Allsvenskan.
I mars 2021 värvades Kamara av Superettan-klubben IFK Värnamo. I september 2021 avslutade han sin elitkarriär efter långvariga knäproblem. Säsongen 2022 gjorde Kamara sju mål på sex matcher för Anderstorps IF i division 4. Inför säsongen 2023 gick han till division 3-klubben Gislaveds IS.

## Övrigt
Alhassan Kamara är huvudperson i en engelsk dokumentärfilm som heter "They call me saviour" och som handlar om unga, talangfulla fotbollsspelare från Sierra Leone.